# Pachrophylla eximia
Pachrophylla eximia är en fjärilsart som beskrevs av Thierry-mieg 1915. Pachrophylla eximia ingår i släktet Pachrophylla och familjen mätare. Inga underarter finns listade i Catalogue of Life.